# Sipawa
Sipawa – gaun wikas samiti w zachodniej części Nepalu w strefie Lumbini w dystrykcie Rupandehi. Według nepalskiego spisu powszechnego z 2001 roku liczył on 864 gospodarstw domowych i 6323 mieszkańców (2945 kobiet i 3378 mężczyzn).